# ミケランジェロの暗号
『ミケランジェロの暗号』（ミケランジェロのあんごう、Mein bester Feind）は2011年のオーストリアの戦争サスペンスコメディ映画。
監督はヴォルフガング・ムルンベルガー、出演はモーリッツ・ブライプトロイとゲオルク・フリードリヒなど。
第80回アカデミー賞で外国語映画賞を受賞した『ヒトラーの贋札』の製作陣が、再度、ナチス・ドイツと決死の駆け引きをするユダヤ人を題材に制作した娯楽サスペンスである。

## ストーリー
ミケランジェロによるモーゼの素描を巡るナチス・ドイツとユダヤ人画商の息子による駆け引きをユーモアを交えてスリリングに描く。

## キャスト
- ヴィクトル・カウフマン: モーリッツ・ブライプトロイ - ユダヤ人画商の息子。
- ルディ・スメカル: ゲオルク・フリードリヒ（ドイツ語版） - カウフマン家の使用人の息子。親衛隊（SS）に入隊。
- レナ: ウーズラ・シュトラウス（ドイツ語版） - ヴィクトルの恋人。
- ハンナ・カウフマン: マルト・ケラー - ヴィクトルの母親。
- ヤーコプ・カウフマン: ウド・ザメル（ドイツ語版） - ヴィクトルの父親。裕福な画商。
- ヴィドリチェク親衛隊大佐 - ウーヴェ・ボーム（ドイツ語版）
- ラウター親衛隊大尉: ライナー・ボック
- ウェーバー親衛隊軍曹: クリストフ・ルーザー（ドイツ語版）
- ノルドナー親衛隊大佐: セルゲ・ファルク（ドイツ語版）
- マイヤー親衛隊中佐: カール・フィッシャー（ドイツ語版）
- モーリッツ・ハイデン: メラーブ・ニニッゼ - 画家。

## 作品の評価
Rotten Tomatoesによれば、11件の評論のうち、高く評価しているのは18%にあたる2件のみで、平均して10点満点中4.5点を得ている。
Metacriticによれば、9件の評論のうち、高評価は1件、賛否混在は7件、低評価は1件で、平均して100点満点中43点を得ている。